# Eileen Huban
Eileen Huban (1896 o 1897–22 de octubre de 1935) fue una actriz estadounidense, activa en la ciudad de Nueva York en las décadas de 1910 y 1920.

## Primeros años y educación
Huban nació en Gort, Loughrea, Irlanda. Era la menor de los nueve hijos de Michael Huban y Winifred Mullins Huban. Asistió a un colegio religioso, y en 1913 se trasladó a Estados Unidos para estar con su madre viuda y sus hermanas.

## Carrera

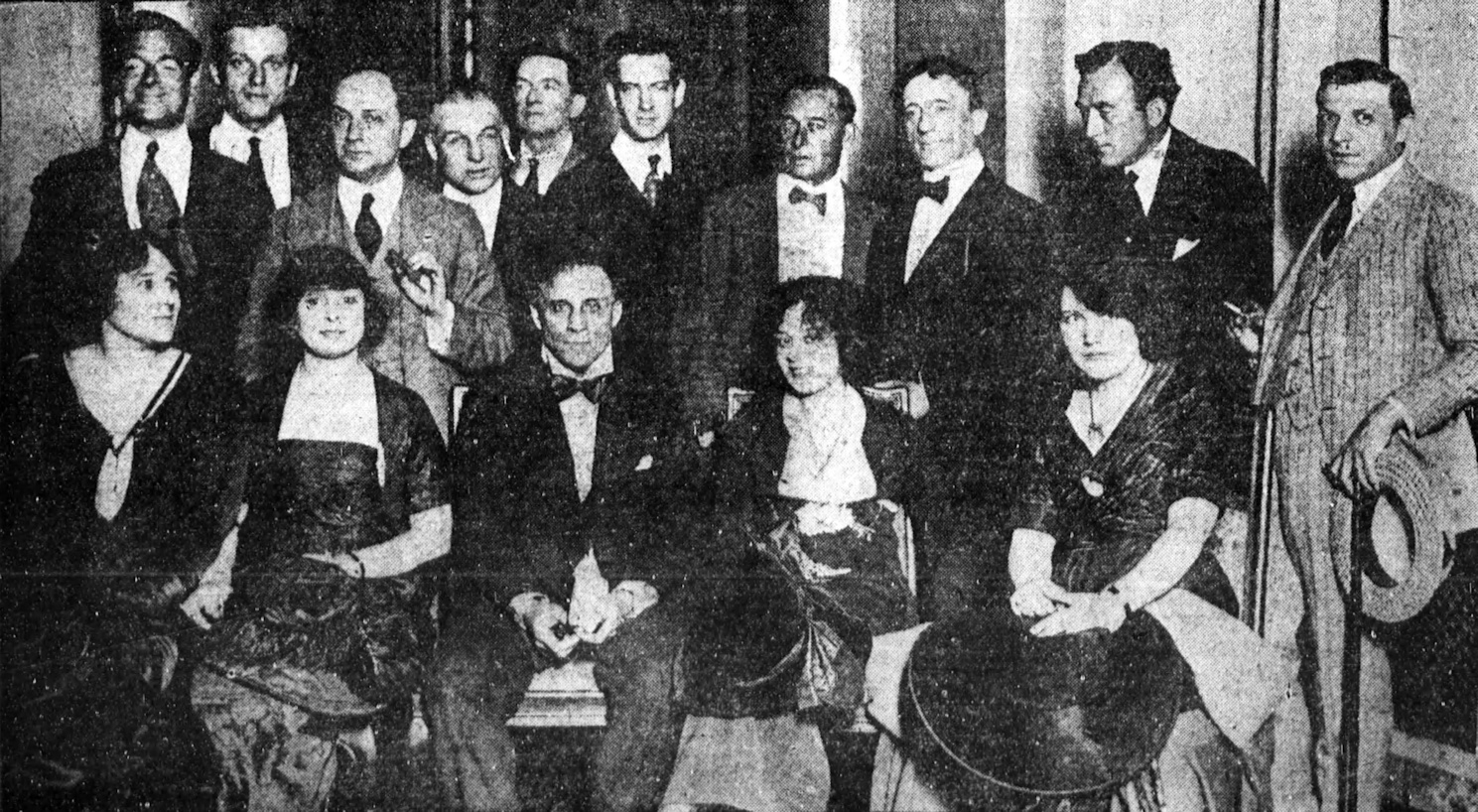
Oficiales y directores recién elegidos de la Actors' Fidelity League el 26 de agosto de 1919; sentados: Gladys Hanson, Marjorie Wood, Louis Mann (vicepresidente), Lenore Ulric, Eileen Huban. De pie: Lowell Sherman, Arthur Ashley, W. H. Gilmore, Frederic Carr, Lester Lonergan, Alan Dinehart (secretario), William Collier Sr. (tesorero), Howard Kyle, Tom Holliday, y José Ruben.

La primera actuación pública de Huban fue como cantante en el Irish Historic Pageant de 1913 en el Lexington Avenue Armory de la ciudad de Nueva York. Sus créditos en los escenarios neoyorquinos incluyeron papeles en los espectáculos Lonesome-like (1915), The Grasshopper (1917), Old Friends (1917), On With the Dance (1917), Cheating Cheaters (1918), Crops and Croppers (1918), Dark Rosaleen (1919), Paddy the Next Best Thing (1920), Hindle Wakes (1922), King Henry IV, Part I (1926), Window Panes (1927), Mixed Marriage (1930), y Troilus and Cressida (1932). También actuó en la película muda Find the Woman (1922).
"Es una persona elocuente y dramática por naturaleza", escribió un crítico del New York Times en 1917. "Interpreta con una sencillez y una franqueza agradecidas, y tiene una cierta inquietud que resulta fascinante". "Su voz es la de una fina mezzosoprano con un registro y una potencia inusuales", señaló el Baltimore Sun en 1919, al tiempo que destacaba sus "grandes ojos azul oscuro" y sus "rizos castaño oscuro".
Huban desempeñó varios mandatos de tres años en la junta directiva de la Actors' Fidelity League.

## Vida personal
Huban murió en 1935, tras seis meses de enfermedad, a la edad de 38 años, en la ciudad de Nueva York.